# Phlugiolopsis brevis
Phlugiolopsis brevis är en insektsart som beskrevs av Wei Ying Hsia och Honglei Liu 1993. Phlugiolopsis brevis ingår i släktet Phlugiolopsis och familjen vårtbitare. Inga underarter finns listade i Catalogue of Life.